# 唐素琪
唐素琪（英語：Sukie Tong，1980年10月15日—），香港前模特兒及藝人，於2005年麥當勞廣告中以嬌嗲聲線及可愛的表情大受好評，於2006年參與TVB電視節目《美女廚房》，並且獲得「美少女廚神」第三名，於2007年3月17日舉行的芝華士醇音樂會上宣佈成為金牌娛樂旗下藝人。

## 簡歷
唐素琪在初出道時被安排與同門唱作歌手側田合作，拍攝廣告和在側田的單曲《男人KTV》及《紅地氈》音樂影片擔任女主角等，於2008年當選電台活動太陽計劃的太陽少女。
2011年2月6日，唐素琪嫁予相戀6年的髮型師張思偉（Davy），於陽明山莊泳池舉行婚禮，現育有三子。她於同年年中接手成為尖沙咀一家混合菜咖啡店的東主，但現已結業。

## 演出作品

### 手機媒體
- 2005年：IMG 3G情像情人 飾 Sukie

### 電視節目
- 2006年：學廚出餐 飾 有喜

### 廣播劇
- 2009年：小小雪 飾 程天雪 叱咤903
- 2009年：少年風雲 飾 紀柔 新城知訊台

### 電視劇集
- 2007年：歲月風雲 飾 衞長萍（青年）

### 電影
- 2008年4月17日：《愛情萬歲》 飾 Kelly
- 2008年11月27日：《絕代雙嬌》 飾 金銀珠
- 2009年2月19日：《保持愛你》飾 琪（Debbie）

### MV
- 《在你遙遠的附近》─ 方力申
- 《自作聰明》─ 梁漢文[4]
- 《男人KTV》─ 側田[5]
- 《紅地氈》─ 側田
- 《紅顏知己》─ 蘇永康
- 《六月十三》— 小肥
- 《沒響聲的call機》— 艾粒
- 《星火》
- 《如果世上沒傻瓜》— 方力申

### 音樂作品

#### 個人大碟
- 2009年：《Chelsea》

## 外部連結
- 唐素琪官方歌迷網站
- 唐素琪的新浪微博
- 唐素琪的Instagram帳戶
- Chelsea Tong Blog（页面存档备份，存于）
- 唐素琪訪問聲音及視頻
- 唐素琪在香港影庫上的簡介